# Cormont
Cormont település Franciaországban, Pas-de-Calais megyében. Lakosainak száma 309 fő (2022. január 1.). Cormont Hubersent, Longvilliers, Bernieulles és Frencq községekkel határos.

## Népesség
A település népességének változása:
| Lakosok száma | 328  | 334  | 332  | 319  | 312  | 310  | 312  | 310  | 309  |
|               | 2013 | 2015 | 2016 | 2017 | 2018 | 2019 | 2020 | 2021 | 2022 |